# 裘千丈
裘千丈是金庸武俠小說《射雕英雄傳》的一個角色，留着花白鬍子，身穿黃葛短衫，右手揮著一把大蒲扇。
登場回數:(射)14,24-26

## 人物
為裘千仞和裘千尺的兄長，跟二弟裘千仞為雙胞胎，父親以長度量詞取名，丈為十尺、仞為七尺，可是大哥千丈武功卻遠不及二弟千仞，還經常假扮二弟在江湖上招搖撞騙。
曾在歸雲莊上大顯「神通」，以高深的「內力」震開酒杯杯口，單手握碎「磚頭」，在房中修煉內功吐出煙霧。但後來給江南七怪之一，人稱「妙手書生」的朱聰識破那些只是騙術，得知他是用金剛石戒指去劃開杯口、單手握碎用麵粉製成的磚頭、運用煙草放在身後讓人誤以為有高深的內力。後更呈現劍入腹中讓人以為刀槍不入，最後給朱聰偷了伸縮劍才被識破。
在鐵掌峰峰頂本想要抓著郭靖和黃蓉的兩隻大白鵰落空，墜落谷底摔死。

## 影視形象
- 1976黃國良《射鵰英雄傳》
- 1983石堅《射鵰英雄傳》
- 1993朱鐵和《射鵰英雄傳之九陰真經》
- 1994洪朝豐《射鵰英雄傳》
- 2003李彧《射鵰英雄傳》
- 2008王建國《射鵰英雄傳》
- 2017蔣一銘《射鵰英雄傳》
- 2024趙健《金庸武侠世界》